# Halcsontfarkú réce
A halcsontfarkú réce avagy  rozsdabarna réce (Oxyura jamaicensis) a madarak osztályának a lúdalakúak (Anseriformes) rendjébe, ezen belül a halcsontfarkú réceformák (Oxyuridae) családjába tartozó faj.

## Elterjedése
Eredetileg amerikai faj. Észak- és Közép-Amerikában Kanada déli részétől az Egyesült Államokon keresztül egészen Panamáig előfordul és a Karib-tenger legtöbb szigetén is honos. Őshonos Észak- és Dél-Amerikában. Fészkel még Nyugat- és Közép-Kanadában, az Egyesült Államok nyugati államaiban egészen a Nagy-tavak vidékéig, valamint Dél felé Közép-Texas-ig, Baja-n (Kalifornia) keresztül egészen Mexikóig. Dél-Amerikában elsősorban az Andok hegyvidéki tavain él Kolumbiától délre egészen a Tűzföldig. Telelőhelyei: Észak-Amerika legtöbb nyugati állama, Kalifornia, Nagy tavak vidéke, Atlanti-óceán partvidéke, Guatemala, Salvador.
Az Angliába, Gloucestershire-be történő betelepítése (1960) után Írországban, Belgiumban, valamint Európában is kezdett elterjedni. Újabban Franciaországban és Spanyolországban is megfigyelték. Az Amerikából Európába telepített réce lassan teljesen kiszorítja a kékcsőrű réce (Oxyura leucocephala) még megmaradt populációit. A halcsontfarkú réce már megjelent Dél-Spanyolországban a  kékcsőrű réce élőhelyein, veszélyeztetve a fajt az agresszív hibridizációval, tönkretéve ezzel Európa egyetlen stabil kékcsőrű réce állományát. Magyarországon alkalmi vendég, a Hortobágyon észlelték 1997-ben.

### Élőhelye
Állandó édesvízi mocsarakban, tavakban, költési időszakban kisebb tavaknál. Ezek a tavak jelentős mennyiségű vegetációval rendelkeznek, melyekben a récék elrejtik fészküket. Télen jobban kedvelik a sekély mocsarakat és parti öblöket.

### Európai populációja
Az angliai populáció mérete 1994-től 1999-ig kb. 4110 egyed. Írországban 15–20 pár. Az európai populáció mérete nem ismert. Spanyolországban a kékcsőrű réce védelme érdekében a halcsontfarkú réce populációjának méretét vadászattal csökkentik. Magyarországon a Nyugat-Európai létrejött önfenetartó populációkból származó és fogságból szökőt példányok fordulhatnak elő.

### Élőhelyi elterjedése
A halcsontfarkú récék nem védik aktívan a területüket és nem ragaszkodnak egy adott területhez az év bizonyos szakaszában.

## Alfajai
- Észak-amerikai halcsontfarkú réce (Oxyura jamaicensis jamaicensis) - Észak- és Közép-Amerika, karib szigetek
- Kolumbiai halcsontfarkú réce (Oxyura jamaicensis andina) - Kolumbia
- Andoki halcsontfarkú réce (Oxyura jamaicensis ferruginea) - Andok

## Megjelenése
A halcsontfarkú réce megjelenésére ivari dimorfizmus és évszakos változás jellemző. Átlagos testhossza (mindkét nemnél) 35–43 centiméter, szárnyfesztávolsága pedig 53–62 centiméter.
Nyáron a gácsérnak gesztenyeszínű nyaka és teste van. A fejtető, a nyakszirt és farok sötétbarnák. Alsó farkfedői fehérek. Télen tompább színezetű. Arca teljesen fehér, míg a nőstényeknél sötét vonal halad keresztül. A nőstények és fiókák testéről hiányzik a gesztenyeszín. Télen a hímek hasonlítanak a nőstényekre. Az ő fehér arcuk továbbra is az elsődleges határozó bélyeg. Halvány kék színű csőrük van. A hím tömege: 540–795 gramm. A gácsér egy évben kétszer vedlik. A párválasztás előtti vedlés a nyári hónapokra esik, tollazatuk ilyenkor hasonlít a tojókéhoz. A párválasztás utáni vedlés augusztustól októberig tart, megjelenik a téli tollazat, ami fényes gesztenyebarna.
A tojó legjobban csőréről ismerhető fel. A tojók fehér arci részén sötét sáv díszlik, a hasoldaluk erősen sávozott. Tömege: 310–650 gramm. Mindkét nemnek nagy, lapát alakú csőre van.
Télen mindkét ivar szürkés. Hasonlít a kékcsőrű récéhez (Oxyura leucocephala), de itt kevesebb a fejen a fehér, s legfőképpen: nem vastagodott meg a csőr töve.
|  |  |  |

## Szaporodása
Évente egyszer költenek, késő télen vándorolnak költési helyükre. Gooders és Boyer (1986) szerint párokat alkotnak késő télre. Az viszont nehezen érthető, hogy a hímen monogámok vagy poligámok-e? A költőhelyre történő érkezés után a gácsérok elvégzik feltűnő udvarlási rítusukat Hogy felkeltse a tojó érdeklődését, a gácsér körülötte úszik, farkát előre hajtja, nyakát kinyújtja, ezután fényes, kék csőrével megüti a nőstény gesztenye színű mellkasát. Mikor a nőstény elégedett a hím előadásával, kinyújtja a nyakát, kinyitja a csőrét.
A tavaszi és nyári hónapokban költenek májustól augusztusig. A költési helyre történő érkezés után a tojók fészket és egy dobogót építenek, ahol a gácsérokkal pihenni tudnak. A fészek éppen a vízszint fölé és az előző évi vegetáció közé épül. A fészek fölé egy kupolát készít, hogy megvédje azt a ragadozóktól. Hozzávetőleg 4 héttel a költőhelyre való érkezés után a nőstény kész a fészkelésre. Siegfried (1976) felvetette, hogy a tojó nem mindig van felkészülve a tojás lerakásához és az alkalmas fészkelőhely kiválasztásához. Ez eredményeztheti a tojás földre- vagy más madarak fészkébe esését. Ezt gyakran megfigyelték az Oxyura jamaicensis-nél, így költésparazitaként is ismert.
A tojók 6–10 fehér tojást raknak, amik a madár testméretéhez képest relatíve nagyok. A kikelésig 23–26 napot kell várni. A tojásokon egyedül a nőstény kotlik. A fiókák fejletlenek, a fészekben maradnak a kikelés utáni első napig, amikor is a szülők kivezetik őket a fészekből. Akkor a fiatal Halcsontfarkú récék képesek a víz alá merülésre és hajlamosak az agresszív viselkedésre más madarakkal szemben. A szülők a fiókák kikelése után 20–30 nappal elhagyják öket. Ezek a fiatal récék 50–55 napos korukra válnak válnak röpképessé.
A tojók nagyon sok energiát fektetnek a fiatalok nevelésébe. Ez a gondos fészeképítésben, a fészek eltakarásában, a tojásban történő tartalék tápanyag felhalmozásában és a költésre szánt időben nyilvánul meg. A kikeléstől számított 2–4 hétig a tojó nagyon gondos a fiókákkal. Közel marad táplálkozás közben és agresszív magatartást mutat, ha más korú réce közeledik. Ezek kívül kevesebb időt tölt víz alá merüléssel. Amíg a fiókák alábuknak, ő figyel és megvédi őket egy esetleges veszélyhelyzet esetén.
A hímek kevés vagy semmilyen szülői gondoskodást sem mutatnak. Gyakran elhagyják a tojót a költési időszak alatt. Azok a gácsérok, amelyek a tojókkal maradnak, semmiféle zaklatástól sem védik meg a fiókákat.

## Élettartama
Maximális élattartama 13 év, fogságban 2,4 év. Nagy-Britanniában az egyedek hosszú kort érnek meg, invazív fajnak számít.

## Viselkedése

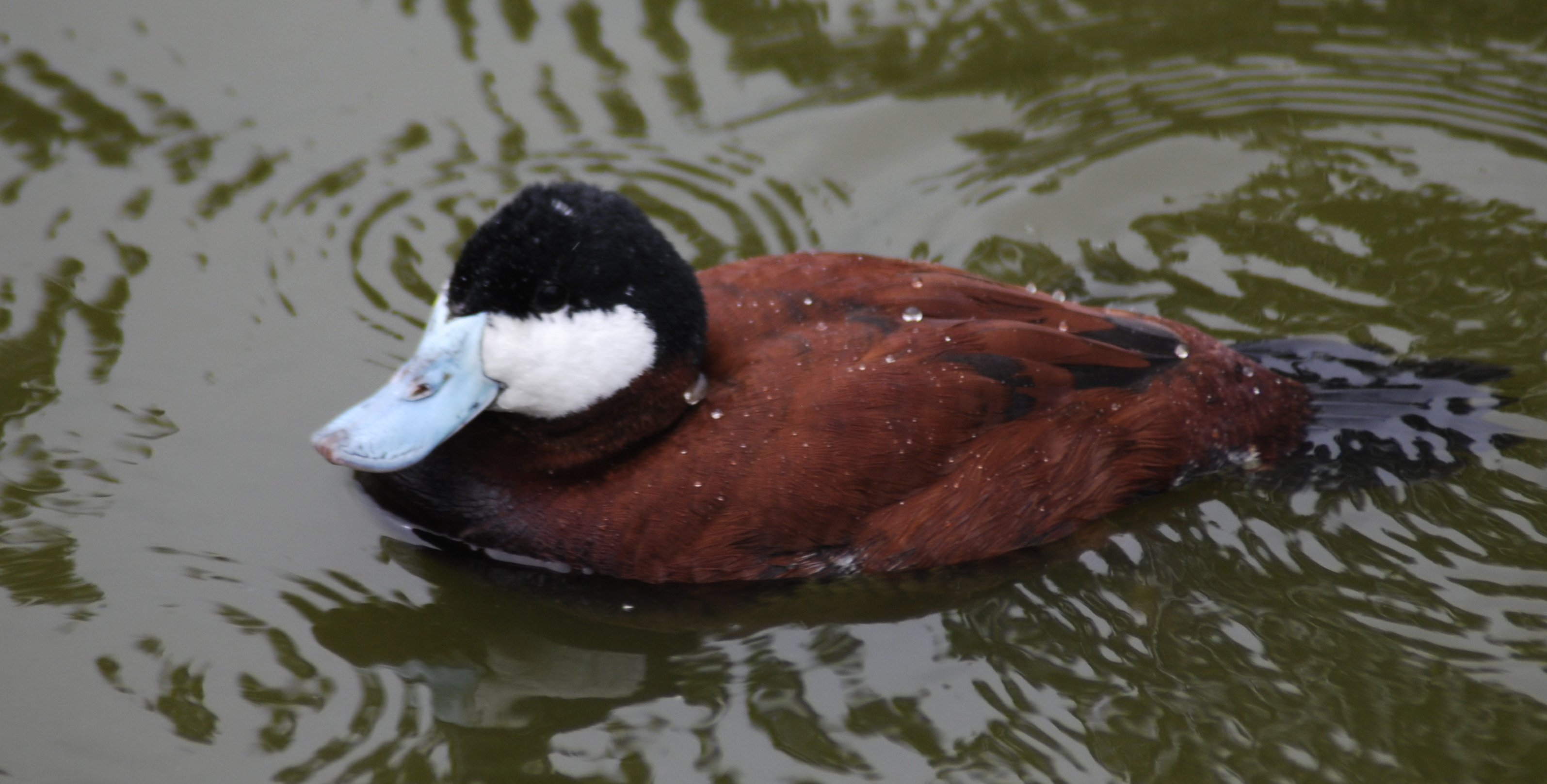
Hím

A halcsontfarkú récék a szárazföldön elég ügyetlenek a lábaik testükön való elhelyezkedése miatt. Lábaik túlságosan hátul helyezkednek el, ami megnehezíti a járást. Ez a morfológiai kialakítás viszont a vízben rendkívül gyorssá és ügyessé teszi őket. Viszonylag kis erőkifejtéssel le tudnak merülni és lesüllyedni a víz alá. Lenyűgöző, hogy ezek a madarak a ilyen ki erőkifejtéssel hozzávetőleg 1 méter mélyre le tudnak merülni a felszín alá az aljzatig a táplálékért. Amíg merül, lábaival egyszerre evez, szárnyait összezárva tartja.
Néha egészen alacsonyan repülnek a vízfelszín felett. Ez vándorlás alatt figyelhető meg, mikor közepes vagy nagy csapatokban repülnek. Elsősorban este vonulnak a nyári tenyészterületükre. A récék előfordulhatnak egyedül, párban vagy kisebb, 8-12 fős csapatokban is. Ritkán társulnak más madarakkal valamint a fiókák agresszív viselkedésre hajlamosak más madarakkal szemben.

## Kommunikációja
Ezek a madarak nem adnak ki hívó vagy éneklő hangokat. A hímek viszont udvarlás közben násztáncukat bonyolult hangokkal kísérik.

## Táplálkozása
A halcsontfarkú récék mindenevők. Táplálékuk főleg vízi gerinctelenekből és növényekből áll. Lapát alakú csőrüket használják a táplálék kiszűrésére az iszapból merülés közben. A növényi táplálékok közé tartoznak a zárvatermő növények, magok. A vízi gerinctelenek képezik a táplálékuk másik részét. Ez a gerinctelenek évszakos gyakoriságától is függ. Ilyenek a Crustaceae- és Chiromonidae-lárvák és -bábok.

## Ragadozói
- vörös róka (Vulpes vulpes)
- mosómedve (Procyon lotor)
- amerikai nyérc (Mustela vison)
- amerikai varjú (Corvus brachyrhynchos)
- vörösfarkú ölyv (Buteo jamaicensis)
- amerikai uhu (Bubo virginianus)
- bakcsó (Nycticorax nycticorax)
- prériölyv (Buteo swainsoni)
- gyűrűscsőrű sirály (Larus delawarensis)
- kaliforniai sirály (Larus californicus)

A halcsontfarkú récéknek megvan a képessége a víz alá bukáshoz. Ez az adaptáció hozzájárul a ragadozók kijátszásához. A fészkelési időszak alatt fészet építenek a környező növényekből. Ez védelmet nyújt és álcázza a fészket a fészekpredátorokkal szemben. A tojó a viselkedésével el is térítheti a ragadozókat a fészektől. Ezen kívül a nőstények és a fiókák rejtő színezetűek.

## Ökoszisztémában betöltött szerepe
Az ökoszisztémában ahol élnek, kettős szerepük van: ragadozóként viselkednek az árvaszúnyogfélék lárváival és a rákokkal szemben, de táplálékul is szolgálnak a fent említett ragadozóknak. Ezen kívül gazdaszervezetek a tápcsatorna-élősködőknek, például Polymorphus obtusus, Corynosoma constrictum, Hymenolepis cyrtoides, Diorchis excentrica.

## Gazdasági jelentősége
Régen a halcsontfarkú récét minőségi húsa miatt vadászták. Szabályozott vadászatát jelenleg sportként űzik az Egyesült Államokban és Európában.